# Réka Hagymási
Réka Hagymási (Budapest, 29 de julio de 1993) es una deportista húngara que compite en piragüismo en la modalidad de aguas tranquilas.
Ganó dos medallas de oro en el Campeonato Mundial de Piragüismo, en los años 2017 y 2019, y una medalla de oro en el Campeonato Europeo de Piragüismo de 2017.

## Palmarés internacional
| Campeonato Mundial | Campeonato Mundial       | Campeonato Mundial | Campeonato Mundial |
| Año                | Lugar                    | Medalla            | Competición        |
| ------------------ | ------------------------ | ------------------ | ------------------ |
| 2017               | Račice (República Checa) | Medalla de oro     | K2 200 m           |
| 2019               | Szeged (Hungría)         | Medalla de oro     | K2 1000 m          |
| Campeonato Europeo |                          |                    |                    |
| Año                | Lugar                    | Medalla            | Competición        |
| 2017               | Plovdiv (Bulgaria)       | Medalla de oro     | K2 1000 m          |